# 飯塚茂

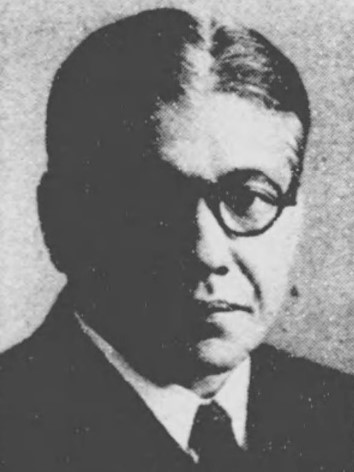
飯塚茂

飯塚 茂（いいづか しげる、1889年（明治22年）7月4日 - 1945年（昭和20年）1月12日）は、日本の実業家、政治家。衆議院議員。

## 経歴
栃木県下都賀郡三鴨村大字都賀（現:栃木市藤岡町都賀）で、飯塚茂十郎の長男として生まれる。叔父・飯塚国三郎（講道館幹部、慶應義塾柔道師範）の導きで講道館・嘉納塾に入塾し、最終的に段位は講道館柔道七段となる。
1915年、慶應義塾大学部法律学科を卒業し、同年4月、英国領シンガポールに渡り、英国領マレー半島ジョホール州でゴム栽培事業を経営。1918年、南進公司を設立して社長となり、南和公司常務、大倉スマトラ農場常務なども務めた。1927年12月、財団法人暹羅協会（現:日本タイ協会）の設立時に創立委員、その後、1935年3月まで理事を務めた。1935年頃、ジョホール州のエンダオ河上流で鉄鉱床を発見して採掘許可を得て鉱山開発に成功し、飯塚鉄鉱 (株) を設立して社長に就任し鉄鉱石の日本輸出を行った。
太平洋戦争が始まると、事業を纏めて興南産業とし、マライ軍政監部顧問、陸軍嘱託を務めた。1942年4月、第21回衆議院議員総選挙（翼賛選挙）で義父加藤政之助の地盤を引き継いで埼玉県第一区から翼賛政治体制協議会の推薦を受け出馬して当選。衆議院予算委員会委員、大蔵省外資局参与、翼賛政治会政調陸軍・大東亜兼務委員などを歴任した。
陸軍嘱託としてフィリピンで活動中に病となり、1945年1月に台北で飛行機事故のため死去した。

## 著作
- 『南洋の雄姿』万里閣書房、1929年。

## 親族
- 妻 飯塚艶子（加藤政之助五女）[5]
- 叔父 飯塚国三郎（柔道家、父の弟）[1]